# Eburia sordida
Eburia sordida är en skalbaggsart som beskrevs av Hermann Burmeister 1865. Eburia sordida ingår i släktet Eburia och familjen långhorningar.
Artens utbredningsområde är:
- Paraguay.
- Uruguay.

Inga underarter finns listade i Catalogue of Life.